# Galathealinum brachiosum
Galathealinum brachiosum är en ringmaskart som beskrevs av Ivanov 1961. Galathealinum brachiosum ingår i släktet Galathealinum och familjen skäggmaskar. Inga underarter finns listade i Catalogue of Life.